# Пчелинцев, Николай Семёнович
Николай Семёнович Пчелинцев (1890, Ростовка, Нижнеломовский уезд, Пензенская губерния, Российская империя — 5 ноября 1907, Пенза, Пензенская губерния, Российская империя) — российский революционер, анархо-коммунист.
Родился в семье учителя. Во время учёбы присоединился к революционному движению, примкнув к анархо-коммунистическому течению. Принял участие в ряде экспроприаций и терактов, вёл пропагандистскую работу среди крестьян. 21 сентября 1907 года, после очередной поездки по уезду, вместе с двумя товарищами наткнулся на жандарма, который в ходе ссоры был застрелен. На следующий день, после преследования жандармами и рабочими, сдался драгунам вместе с товарищами по причине тяжёлого ранения одного из них. Был избит в жандармском управлении. По просьбе товарищей и в надежде на снисхождение к своему несовершеннолетию взял на себя вину за убийство, которого не совершал. Был приговорён военно-окружным судом к смертной казни через повешение, приговор утверждён военными и гражданскими властями Пензенской губернии. В возрасте 17 лет повешен в лесу в Пензе, став одним из 19 казнённых там революционеров. После Октябрьской революции 1917 года героизирован, на месте захоронения в лесу установлен памятник.

## Биография

### Молодые годы
Николай Семёнович Пчелинцев родился в 1890 году в селе Ростовка Нижнеломовского уезда Пензенской губернии (ныне — Каменского района Пензенской области). Отец — Семён Иосифович Пчелинцев, учитель местной школы, перешедший на работу на станции Пенза Сызрано-Вяземской железной дороги (ныне — Пенза I).
С ранних лет пристрастился к книгам, много читал. Поступил в Пензенскую вторую мужскую гимназию. Учился хорошо, увлёкся революционной литературой. Принял участие в революции 1905—1907 годов. В 5-м классе бросил гимназию и ушёл в революционную работу с согласия отца и матери, самих принимавших посильное участие в революционном движении.

### Революционная деятельность

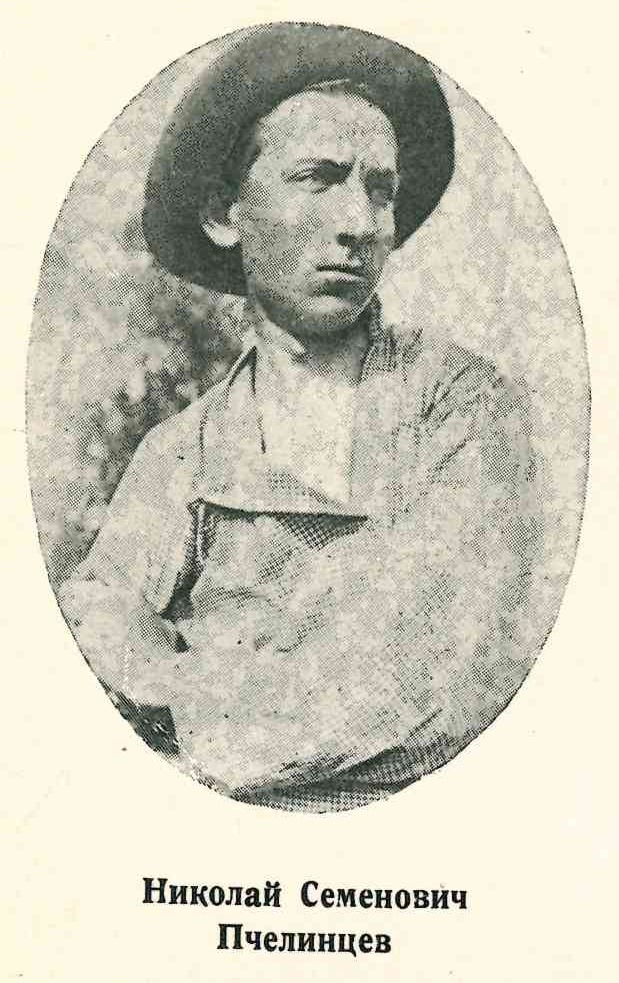
Фотография Пчелинцева из журнала «Каторга и ссылка» за 1929 год

В 1906 году вступил в группу «АК» (анархо-коммунистов), состоявшую из 30 человек, в основном из учащейся молодёжи. Группа возглавлялась бывшим семинаристом Германом Великопольским (подпольные клички — «Вильгельм», «Вилька»). Пропаганду действием члены группы избрали основой своей тактики, а террор и стачку — средствами борьбы для достижения таких задач, как экспроприация частной собственности, установление прямого товарообмена, борьба против всех форм власти, переход земли к крестьянской общине. Среди товарищей Пчелинцев был известен под подпольной кличкой «Боб». Согласно свидетельствам, Пчелинцев был одним из активных вожаков боевой дружины в губернском центре — Пензе, отличался смелостью и организаторскими способностями, занимаясь распространением революционной литературы среди крестьян, организацией молодёжных митингов, рытьём подкопов под тюремные камеры с целью освобождения политзаключённых, закупкой оружия и проведением боевой подготовки революционеров. Принял участие в ряде экспроприаций и терактов, присутствовал при убийстве Сафаревича, начальника депо Пенза-Вяземская, погибшего 12 сентября 1907 года от восьми выстрелов между вагонами на пути к своей казённой квартире у пассажирской платформы. По данным жандармского управления, группа занималась ограблениями казённых винных лавок, почт, магазинов и других учреждений в Пензенской губернии.
В годы революции Пензенская губерния выделялась во всём Поволжье по количеству крестьянских выступлений и отличалась наибольшей активностью разнообразных террористических организаций. Пензенский губернатор Александровский был убит террористом прямо в театре, его преемником стал Кошко, ставленник Столыпина. Столыпин, будучи министром внутренних дел, в 1906 году подписал указ о введении военно-полевых и военно-окружных судов, дела в которых выносились по ускоренной процедуре без присутствия обвинителей и защитников, а судьями назначались не юристы, а военные офицеры, в результате чего казнено было, по различным подсчётам, порядка тысячи человек. Репрессии местных властей в отношении революционеров, в том числе с использованием чрезвычайных военных судов, усилились ещё больше после того, как пост командующего Казанским военным округом занял генерал Сандецкий, сменивший Косича, не желавшего подписывать смертных приговоров. Считая борьбу с революцией «своею первейшей и серьёзнейшей обязанностью», Кошко после серии экспроприаций принял решение о внедрении в группу осведомителей. Провокатором стала акушерка Семилейская, выдавшая полиции списки членов группы. После ареста полицией нескольких членов группы по доносу, остальные разбились на 2—3 части и разъехались по уездам. Фотография Пчелинцева была получена от его родственников и разослана всем полицейским чинам.

### Арест, судебный процесс, казнь
20 сентября 1907 года Пчелинцев вместе со своими товарищами — бывшим семинаристом Павлом Алмазовым (подпольная кличка — «Брут») и учеником школы садоводства Иваном Мокшанцевым выехал в очередную поездку в Мокшанский уезд для ведения пропагандистской работы. После объезда своего района они скрывались от жандармов под Нижним Ломовом, а к вечеру набрели на разъезд Лермонтовский (№ 35), но не попали на поезд и заночевали в бане дорожного мастера. Утром 21 сентября они сели в подъехавший товарный поезд с разрешения начальника станции Манина, заметившего у них за пазухой оружие и сообщившего о подозрительных лицах на следующую по пути станцию Студенец. Там поезд был встречен вооружённым жандармом унтер-офицером Беляевым, который зашёл в вагон для произведения ареста и, прицелившись из винтовки, крикнул: «Выходи по одному!». Пчелинцев ответил: «Чем орать, лучше бы ушли подобру-поздорову», после чего завязалась перепалка, в ходе которой Беляев сказал: «Ты меня учить вздумал?!». Успев замахнуться прикладом в попытке ударить Пчелинцева в голову, Беляев был наповал застрелен Алмазовым из револьвера. Подобрав упавшую винтовку, все трое побежали прочь от собравшейся на выстрел толпы, отстреливаясь от преследовавших их ремонтных рабочих и помощников жандарма. Бросившись в направлении деревни Кургановка, они заночевали у крестьянина Самохина, взявшего за постой все деньги и верхнюю одежду. Об убийстве жандарма было сообщено в Пензу, откуда по распоряжению Кошко прибыл взвод драгун и жандармов, которым Самохин сообщил местонахождение беглецов. Утром, после требования сдаться, все трое открыли пальбу и в суматохе бросились в небольшую рощицу, где были обнаружены ремонтными рабочими. Алмазов был ранен в живот, однако Пчелинцев и Мокшанцев решили не бросать его и все вместе сдались уланам.
За поимку группы с Пчелинцевым четыре участника облавы получили от властей по 25 рублей, а ещё двое — по 12 рублей 50 копеек. При аресте, по дороге до Пензы и во время пребывания в жандармском управлении все трое подверглись истязаниям, пыткам и избиениям, в том числе со стороны ротмистра Голодяевского и урядника Улитычева. У Пчелинцева были переломаны пальцы, выбит глаз и пробита голова в нескольких местах. Несмотря на пытки, они так и не выдали членов своей организации. По просьбе товарищей Пчелинцев взял всю вину в убийстве на себя, надеясь на снисхождение ввиду своего несовершеннолетия: ему могли заменить казнь каторгой. Однако, спустя всего месяц после допроса, 11 октября 1907 года по решению Казанского военно-окружного суда на выездном заседании в Пензе Алмазов и Мокшанцев были осуждены на 4 года и 2 года и 4 месяца каторги, соответственно, а Пчелинцев был приговорён к смертной казни через повешение «в виде исключения», но с ходатайством о смягчении участи. Ему на тот момент было только 17 лет, тогда как Алмазову — 20, а Мокшанцеву — 18 лет. Генерал Сандецкий лично утвердил смертный приговор Пчелинцеву и назначил дату казни. Во время подавления революции смертная казнь не была редкостью и широко применялась к несовершеннолетним, и казнь Пчелинцева стала одним из множества случаев такого рода в Российской империи. Несмотря на принятый Государственной думой законопроект об отмене смертной казни, как отмечал член Государственного совета Владимир Вернадский, «в стране продолжались на прежнем основании суды, произносились смертные приговоры, совершались казни», и «было казнено несколько человек, в том числе были несовершеннолетние, мальчики; приговоры совершались прежним архаическим порядком. Произносившие их суды таковы, что ни один беспристрастный и вдумывающийся человек не мог быть уверен, что наказываются действительно виновные, что смертная казнь совершается не над невинными людьми».
«Это был первый случай назначения в Пензенской губернии смертной казни, а потому он мне особо памятен. Мне не приходилось до того времени иметь дела со смертными приговорами, а потому я не был совершенно знаком с правилами исполнения их. […] Бедный исправник, вынесший на себе всю эту угнетающую процедуру, был несколько дней прямо болен. Да и остальные свидетели казни чувствовали себя подавленными. Здоровый человек не может спокойно лицезреть таких ужасов, как бы они ни были обоснованы и необходимы».
Пчелинцев был казнён в ночь с 4 на 5 ноября 1907 года в Арбековском лесу (Арбековской роще), около разъезда Арбеково рядом с одноимённым посёлком. В годы реакции и «столыпинских галстуков» местом казни приговорённых к повешению революционеров стала уединённая роща с небольшой ровной площадкой, скрытой вековыми деревьями от постороннего взгляда. К Пчелинцеву пришли, когда он спал, приготовив на всякий случай кляп и верёвки, однако он повёл себя достойно. Казнь Пчелинцева, как и поставленная для этого виселица стали первыми на территории Пензенской губернии с начала XX века. Палач был выписан Кошко из самой Москвы, его имя и приезд держались в тайне (известно, что его звали Алимовым и он был обрусевшим татарином из бывших торговцев мясом). Вместо кучеров в экипажах сидели жандармы, а вокруг эшафота шеренгами были выстроены солдаты. Медиком был назначен городской врач, который, будучи кадетом, пытался уклониться от исполнения таких обязанностей, но под угрозой увольнения со стороны губернатора ему пришлось подчиниться. Из-за особого случая власти не знали, что делать, позволив Пчелинцеву сидя прямо под виселицей написать предсмертную записку родителям, в которой были такие слова: «Прощай дорогой, отец и мама, прощай Таня и все ребятишки. Меня вешают в лесу. Не плачь, дорогая мама. Это не так страшно, как кажется. Умираю с надеждой на то, что в будущем всем будет хорошо. Поцелуй и поклон всем родным и знакомым. Jita la Comedia! Целую всех крепко. Н. Пчелинцёв». Передав записку губернскому вице-прокурору Кузовкову и взобравшись на табурет под березой, он отверг предложение тюремного священника Ключарева об исповедании, назвав это кощунством. Затем палач накинул петлю на шею Пчелинцева; согласно советским источникам, он успел выкрикнуть последние слова: «Долой самодержавие! Да здравствует революция! Будьте прокляты вы, палачи!». Под бой барабанов палач выбил у него из-под ног табурет. Кошко в своих поздних воспоминаниях заявлял, что Пчелинцев «был апатичен, и поставленный на эшафот хотел что-то говорить, но голос был заглушён барабанами».

### Последствия
Тело Пчелинцева было уложено в заранее вырытую могилу, обсыпано извёсткой и закопано, а место погребения сровнено с землёй и обложено дёрном, как указывал Кошко, чтобы «могилы совсем не было заметно» и чтобы она не была использована революционерами «для паломничества и всяких демонстраций». Всего в Арбековской роще вместе с Пчелинцевым было повешено 19 человек: Григорий Донсков, Андрей Земляков, Николай Попков, Михаил Лазгачев, Алексей Лысенков, Егор и Яков Кулагины, Яков Федотов, Иван Синяков, Фёдор Першин, Никита Кочергин, Василий и Тимофей Немовы, Трофим Колокольцев, Борис Алексеев, Владимир Лисицин, Степан Тишин.
Масштабные казни, в особенности несовершеннолетнего Пчелинцева, вызвали общественный резонанс и усилили симпатии населения Пензенской губернии к революционному движению. Исполнителя приговора загримированным пришлось немедленно командировать из Казанского округа обратно в Москву. Тем не менее к концу 1907 года группа анархо-коммунистов была ликвидирована, а наиболее активные её члены погибли в перестрелках или были казнены. 15 января 1908 года вся группа из 18 человек вместе с Великопольским была взята с бомбами и оружием в конспиративной квартире по доносу провокатора Никулина-Микулина (агентурная кличка «Пятницкий», получал от полиции по 65 рублей в месяц). В том же году Алмазов был зарублен охраной при побеге из тюрьмы, а Мокшанцев скончался от тифа по пути на каторгу. Позже Великопольский бежал из Пензенской тюрьмы, при побеге был ранен, а затем застрелился в лесу.

### Посмертное почитание, память
Согласно советским источникам, после казней революционеров Арбековская роща стала местом проведения маёвок и подпольных собраний, к которым рабочие шли по красным лентам, развешанным на сучьях. Рабочие поправляли могилы и сажали цветы, однако жандармы ровняли всё с землёй, и так продолжалось неоднократно. Как свидетельствовала краевед Людмила Спрыгина, дочь знаменитого ботаника Ивана Спрыгина, «особенно душевное, я сказала бы нежное, отношение было у моих родителей» к памяти о Пчелинцеве, казнь которого «произвела огромное впечатление на пензенское общество». На могилу Пчелинцева водили и детей; после того как Спрыгин привёл туда экскурсию гимназисток 1-й женской гимназии, он был уволен с работы с потерей 7 лет стажа.

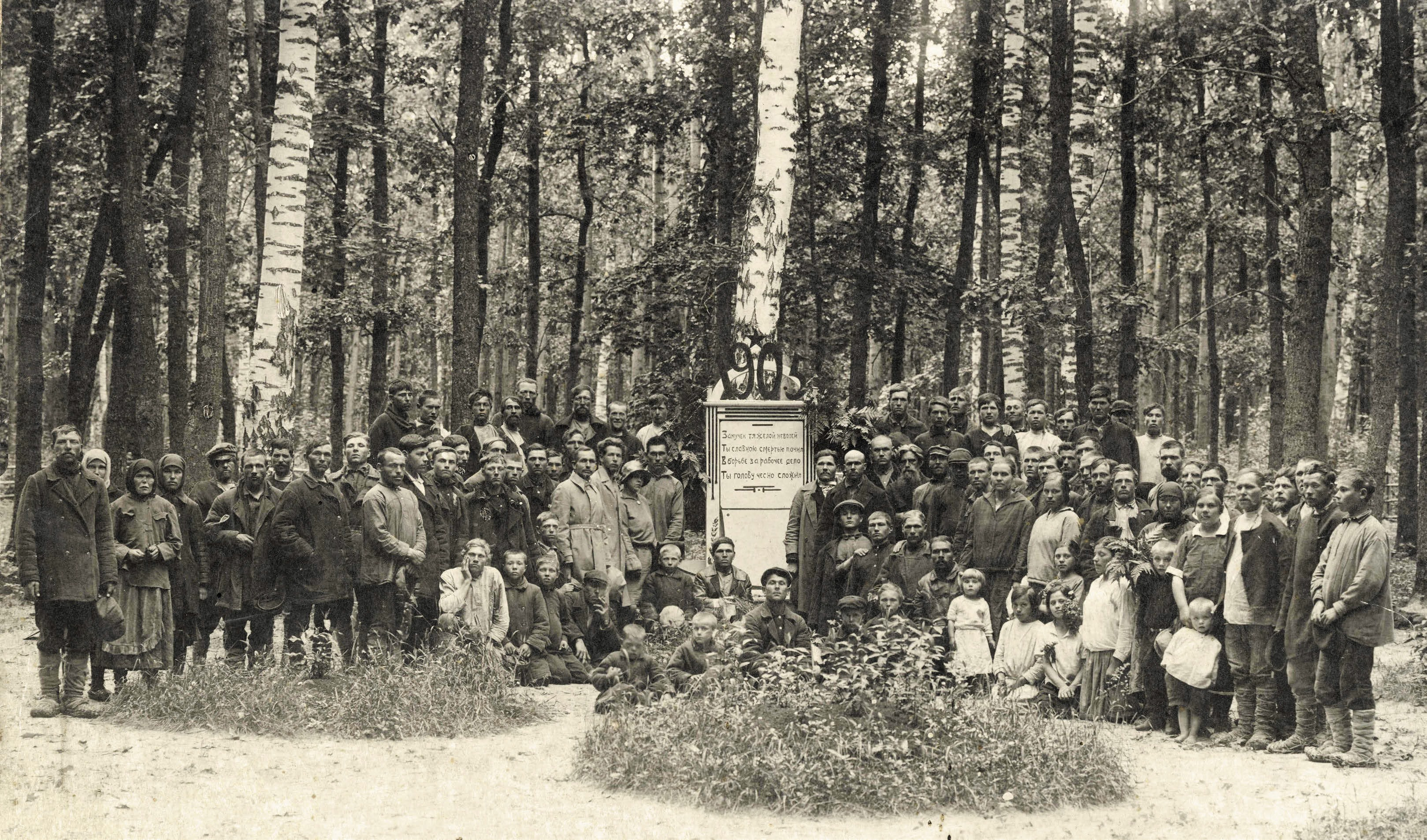
Митинг у могил революционеров, 1918 год

Октябрьская революция 1917 года возвела Пчелинцева в ранг народных героев, его имя начали ставить в пример советской молодёжи, а фигура революционера привлекла внимание местных краеведов. В 1918 году, первого мая, у братских могил в Арбековской роще прошёл многолюдный митинг. По решению Пензенского уездного совета от 2 мая там был установлен небольшой памятник с надписью «Замучен тяжелой неволей / Ты славною смертью почил / В борьбе за народное дело / Ты голову чесно [sic] сложил». В 1927 году в год 10-летия Октябрьской революции специальным постановлением президиума Пензенского губисполкома было принято решение о выделении места захоронения в особый историко-революционный заповедник. В 1967 году к 50-летию советской власти по инициативе старых большевиков там был установлен обелиск. Он представлял из себя металлическую стелу с надписью «Бессмертен в веках подвиг борцов за народное счастье» и бетонными надгробиями, обнесёнными оградой. В 1990-х годах памятник пришёл в упадок и разрушился. В 2015 году в новом виде он был восстановлен силами неравнодушных граждан при поддержке Пензенского областного отделения КПРФ.
По некоторым данным, одна из современных городских анархистских организаций была названа в память о дате казни Пчелинцева. Имя Пчелинцева также было присвоено комсомольскому отряду Пензы. Портрет его размещён на выставке в штаб-квартире Пензенского обкома КПРФ.